# Eesti meistrid 1934
Sei squadre (cinque da Tallinn ed una da Tartu) parteciparono al torneo. Ogni squadra giocò contro le altre due volte per un totale di dieci partite: non erano previste retrocessioni. JS Estonia Tallinn vinse il titolo per la prima volta. Non ci furono retrocessioni, dato che il torneo passo da otto a nove squadre dall'edizione successiva.

## Classifica finale
| Pos | Club                     | G  | V | N | P | GF | GS | DR  | Punti |
| --- | ------------------------ | -- | - | - | - | -- | -- | --- | ----- |
| 1   | JS Estonia Tallinn       | 10 | 7 | 3 | 0 | 22 | 3  | +19 | 17    |
| 2   | VS Sport Tallinn         | 10 | 7 | 1 | 2 | 23 | 5  | +18 | 15    |
| 3   | Puhkekodu Tallinn        | 10 | 4 | 3 | 3 | 19 | 11 | +8  | 11    |
| 4   | Tallinna Jalgpalli Klubi | 10 | 4 | 3 | 3 | 19 | 13 | +6  | 11    |
| 5   | ESS Kalev Tallinn        | 10 | 1 | 1 | 8 | 9  | 35 | -26 | 3     |
| 6   | PK Olümpia Tartu         | 10 | 1 | 1 | 8 | 7  | 32 | -25 | 3     |

G = Partite giocate; V = Vittorie; N = Nulle/Pareggi; P = Perse; GF = Goal fatti; GS = Goal subiti; DR = differenza reti; 

## Classifica marcatori
| Pos | Nome                | Club                     | Gol |
| --- | ------------------- | ------------------------ | --- |
| 1   | Karl-Richard Idlane | VS Sport Tallinn         | 8   |
| 2   | Richard Kuremaa     | Tallinna Jalgpalli Klubi | 6   |
| 2   | Roman Mõtlik        | Puhkekodu Tallinn        | 6   |